# Simancas (stacja metra)
Simancas – stacja metra w Madrycie, na linii 7. Znajduje się w dzielnicy Simancas dystryktu San Blas-Canillejas w Madrycie. Zlokalizowana jest pomiędzy stacjami García Noblejas i San Blas. Została otwarta 17 lipca 1974.